# Synnex
Synnex Corporation est une société multinationale américaine qui fournit des services de technologie de l'information B2B. Elle a été fondée en 1980 par Robert T. Huang (en) et est basée à Fremont en Californie. En tant que société de services de la chaîne d'approvisionnement des technologies de l'information, elle offre des services aux équipementiers, aux éditeurs de logiciels et aux clients revendeurs.

## Histoire
Elle a été fondée en 1980 par Robert T. Huang.
Fondée à l'origine comme distributeur de matériel technologique, Synnex distribue des produits et des services logistiques connexes. En tant qu'entreprise de sous-traitance et d'assemblage à façon, elle travaille avec des fournisseurs industriels de systèmes informatiques, de périphériques, de composants de systèmes, de logiciels et d'équipements de réseau. L'entreprise est l'un des principaux employeurs de Greenville, en Caroline du Sud. Le 21 décembre 2009, Synnex a racheté Jack of All Games à Take-Two Interactive. En décembre 2010, Synnex a acquis la division des solutions commerciales gérées de e4e, un fournisseur de services ITes situé à Bangalore en Inde.
En 2012, Hyve Solutions a annoncé un partenariat avec IBM et Zettaset pour produire une plateforme groupée « clé en main » pour l'analyse basée sur Hadoop, ciblée sur les besoins des petites et moyennes entreprises. Synnex a acquis l'activité mondiale de services d'externalisation des processus d'affaires (BPO) de l'assistance à la clientèle d'IBM le 11 septembre 2013.
Le 28 juin 2018, Convergys et Synnex ont annoncé avoir conclu un accord définitif dans lequel Synnex acquerrait Convergys pour 2,43 milliards de dollars en actions et en espèces combinées, et l'intégrerait à Concentrix. Le 5 octobre 2018, Convergys Corporation et Synnex ont annoncé qu'ils avaient réalisé la fusion.
En 2019, Synnex figure à la 158e place de la liste Fortune 500.
Le 9 janvier 2020, Dennis Polk, président et directeur général de Synnex, a annoncé son intention de séparer SYNNEX et Concentrix en deux sociétés cotées en bourse,. La scission a été réalisée le 1er décembre 2020, les actionnaires de Synnex recevant une action de Concentrix pour chaque action de Synnex qu'ils détenaient.
Le 22 mars 2021, Synnex Corporation annonce la fusion de ses activités avec Tech Data, valorisant ce dernier à 7,2 milliards de dollars, dette comprise. Après cette opération, les actionnaires de Synnex Corporation auront une participation de 55 % dans le nouvel ensemble,.
En juillet 2021, les serveurs de la convention nationale républicaine ont été piratés par l'intermédiaire de Synnex. L'entreprise a déclaré que cela « pourrait potentiellement être en lien » avec l'attaque par ransomware Kaseya VSA qui s'est déroulée quelques jours auparavant.